# Lễ Lăng
Lễ Lăng (chữ Hán: 醴陵市, Hán Việt: Lễ Lăng thị) là một thành phố cấp huyện thuộc địa cấp thị Chu Châu, Cộng hoà Nhân dân Trung Hoa. Lễ Lăng nằm ở phía đông của tỉnh Hồ Nam, trung lưu sông Lục Thủy, giáp dãy núi La Tiêu Sơn về phía bắc, giáp tỉnh Giang Tây. Tên gọi vắn tắt của Lễ Lăng là Lễ.

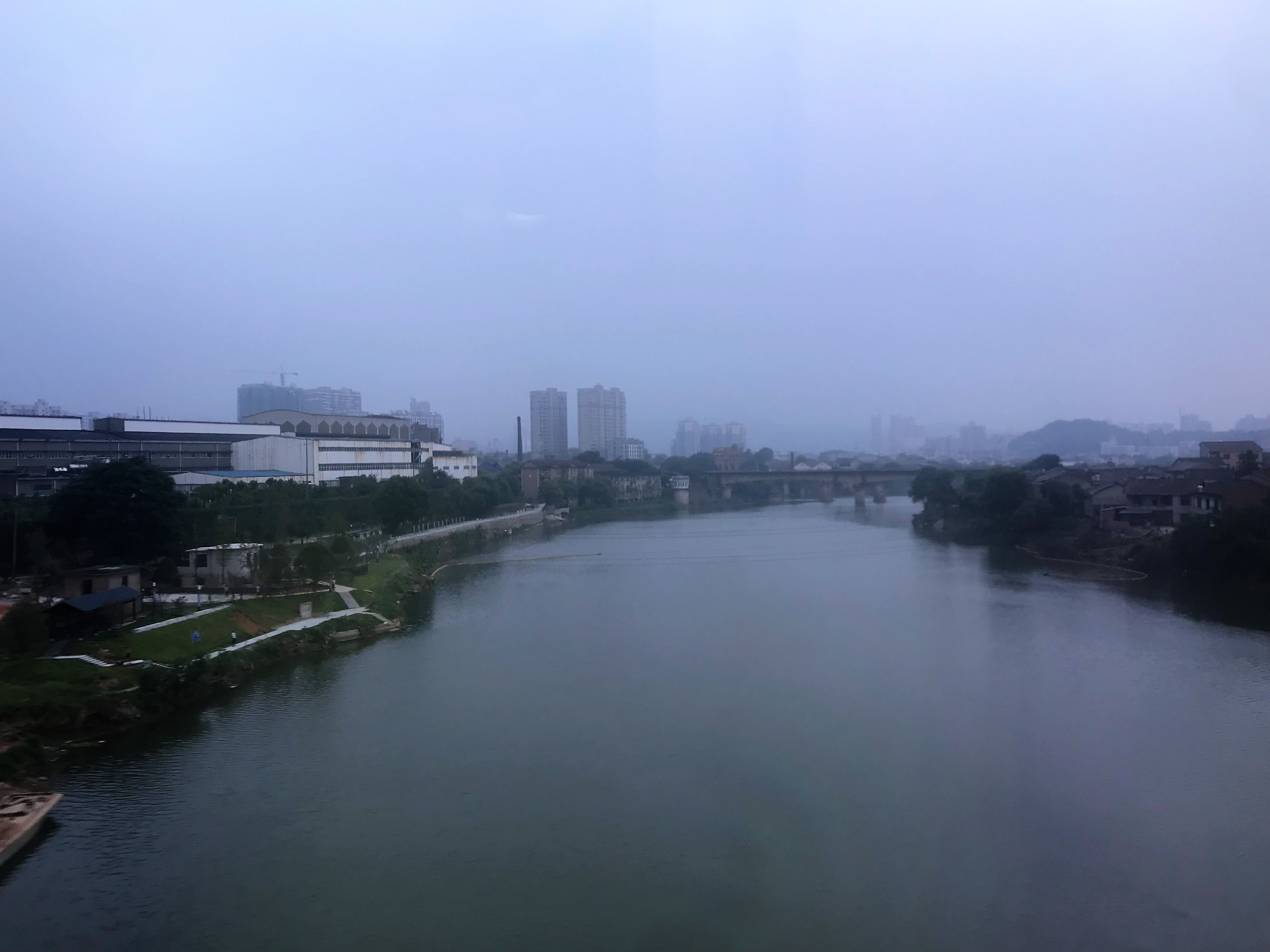
Lê Lăng

## Lịch sử
Thời nhà Tần, khu vực này thuộc huyện Lâm Tương. Thời Tây Hán, Lưu Bang phân vùng này thuộc Lễ Lăng Hầu, thời Đông Hán vùng này được đặt vào huyện Lễ Lăng, thời kỳ đầu nhà Tuỳ nhập vào huyện Trường Sa. Năm Vũ Đức thứ 4 thời nhà Đường (621) thì huyện Lễ Lăng lại được tách ra với tên châu Lễ Lăng. Đầu nhà Minh phục hồi lại huyện. Năm 1985, huyện này được nâng cấp thành thành phố cấp huyện thuộc địa cấp thị Chu Châu.